# جانی شوت
جانی شوت (آلمانی: Johnny Schuth؛ زادهٔ ۷ دسامبر ۱۹۴۱) بازیکن فوتبال اهل فرانسه با تبار آلمانی بود.
از باشگاه‌هایی که در آن بازی کرده‌است می‌توان به باشگاه فوتبال متس و باشگاه فوتبال استراسبورگ اشاره کرد.
وی همچنین در تیم ملی فوتبال فرانسه بازی کرده‌است.